# غلستان (نير)
غلستان هي قرية في مقاطعة نير، إيران. يقدر عدد سكانها بـ 417 نسمة بحسب إحصاء 2016.